# Festival di Berlino 2023

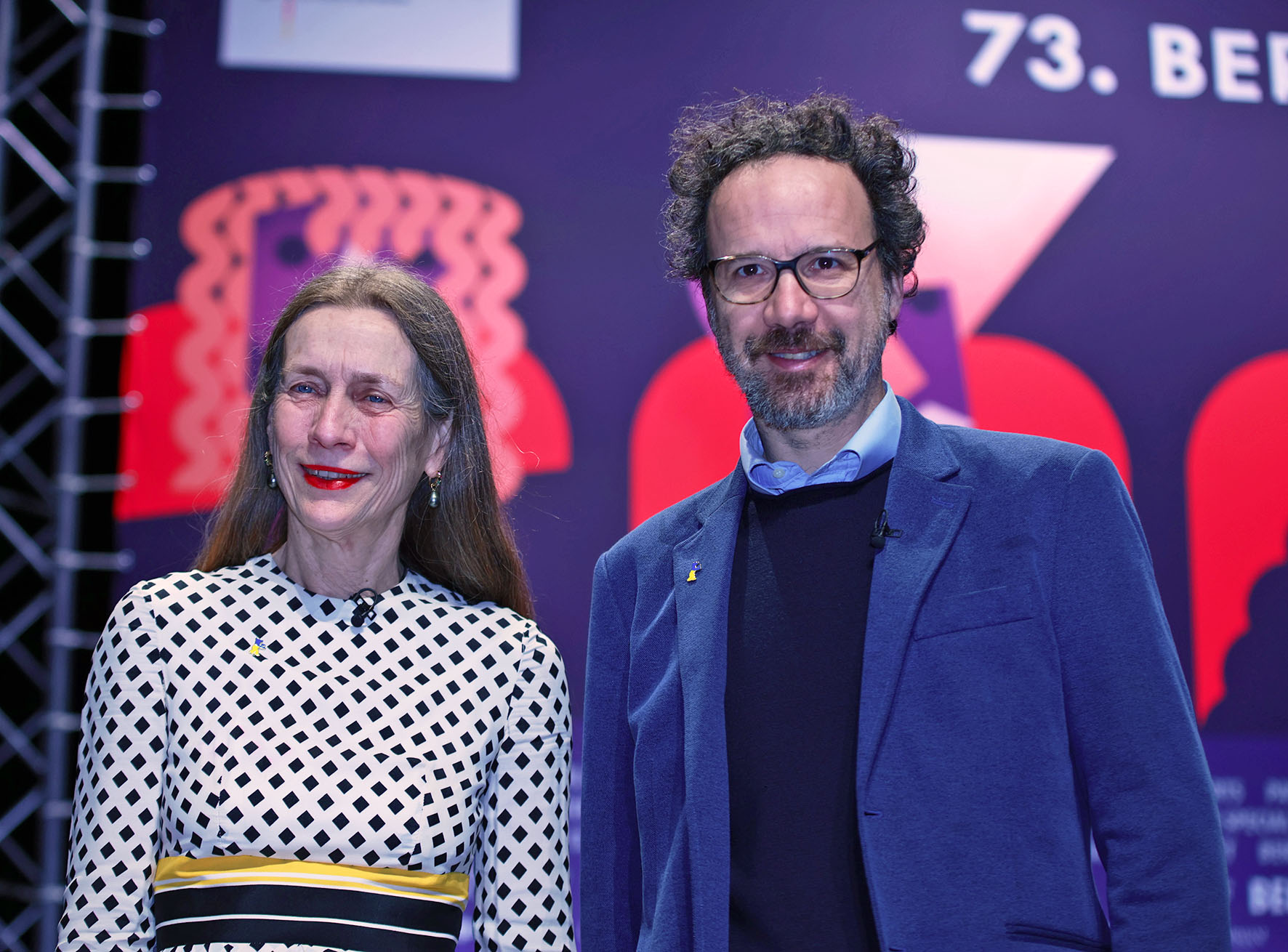
I direttori Mariette Rissenbeek e Carlo Chatrian durante la conferenza stampa inaugurale.

La 73ª edizione del Festival internazionale del cinema di Berlino si è svolta a Berlino dal 16 al 26 febbraio 2023, con il Theater am Potsdamer Platz come sede principale. Alla direzione del festival sono stati per il quarto anno Carlo Chatrian e Mariette Rissenbeek.
L'Orso d'oro è stato assegnato al film documentario Sull'Adamant - Dove l'impossibile diventa possibile del regista francese Nicolas Philibert.
L'Orso d'oro alla carriera è stato assegnato al regista, sceneggiatore e produttore Steven Spielberg, al quale è stata dedicata la sezione "Homage", mentre la Berlinale Kamera è stata assegnata alla direttrice della fotografia Caroline Champetier.
Il festival è stato aperto dal film She Came to Me di Rebecca Miller, proiettato nella sezione "Berlinale Special".
La retrospettiva di questa edizione, intitolata "Young at Heart - Coming of Age at the Movies", è stata dedicata a film sull'adolescenza selezionati da attori, registi e sceneggiatori quali Pedro Almodóvar, Luca Guadagnino, Tilda Swinton e Jasmila Žbanić.

## Giurie

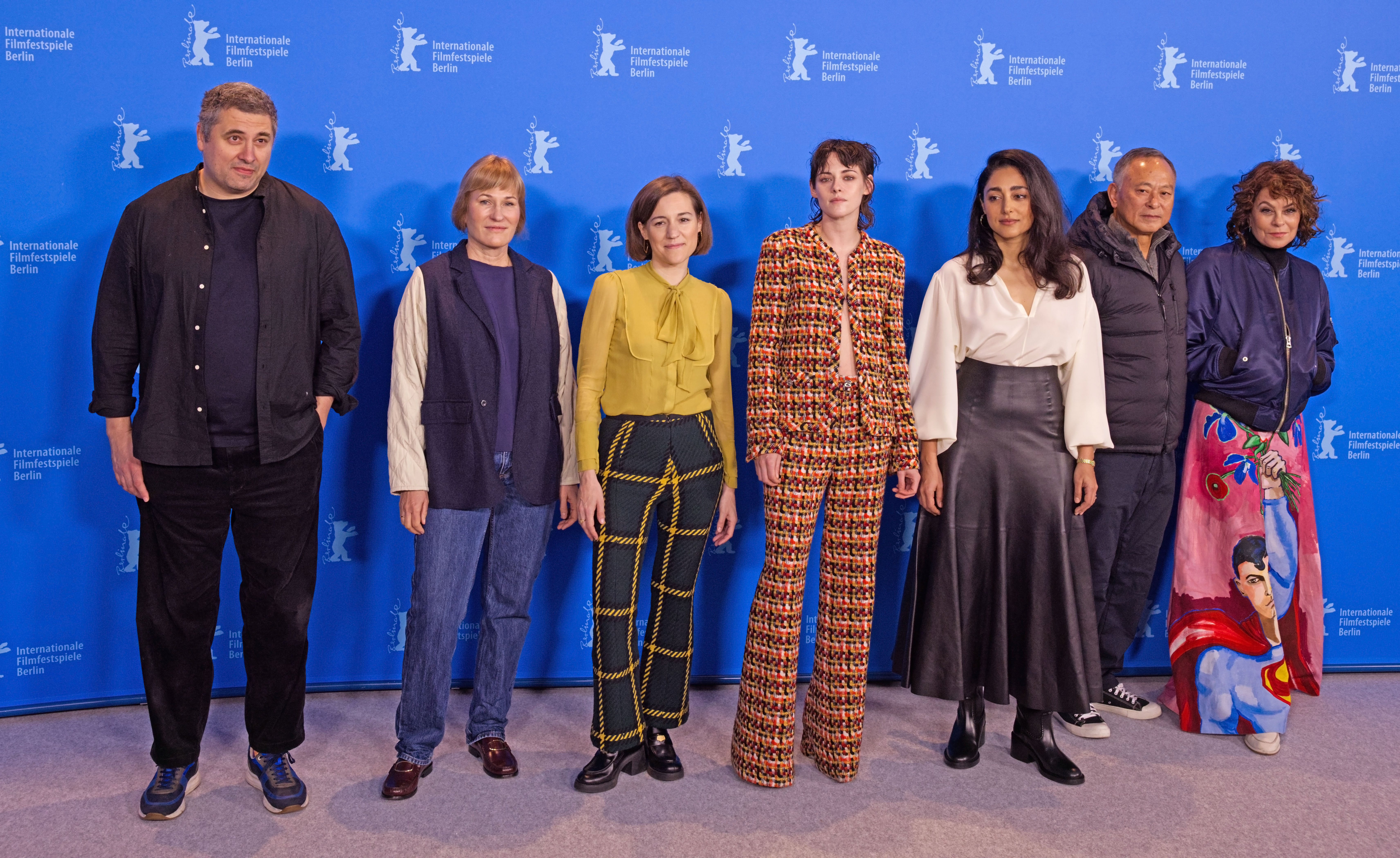
La giuria internazionale. Da sinistra: Radu Jude, Valeska Grisebach, Carla Simón, Kristen Stewart, Golshifteh Farahani, Johnnie To e Francine Maisler.

### Giuria internazionale
- Kristen Stewart, attrice (Stati Uniti) - Presidente di giuria[6]
- Golshifteh Farahani, attrice (Francia)
- Radu Jude, regista e sceneggiatore (Romania)
- Francine Maisler, responsabile del casting (Stati Uniti)
- Carla Simón, regista e sceneggiatrice (Spagna)
- Johnnie To, regista e produttore (Hong Kong)

### Giuria "Encounters"
- Dea K'ulumbegashvili, regista e sceneggiatrice (Georgia)[6]
- Paolo Moretti, direttore del Cinema Department della École cantonale d'art di Losanna (Italia)
- Angeliki Papoulia, attrice (Grecia)

### Giuria "Opera prima"
- Judith Revault d’Allonnes, programmatrice e scrittrice (Francia)[6]
- Ayten Amin, regista (Egitto)
- Cyril Schäublin, regista, sceneggiatore e montatore (Svizzera)

### Giuria "Documentari"
- Emilie Bujès, direttrice artistica del festival Visions du Réel di Nyon (Svizzera)[6]
- Diana Bustamante, produttrice (Colombia)
- Mark Cousins, regista (Irlanda del Nord)

### Giuria "Cortometraggi"
- Cătălin Cristuțiu, montatore (Romania)[6]
- Sky Hopinka, regista e artista visuale (Stati Uniti)
- Isabelle Stever, regista e sceneggiatrice (Germania)

### Giuria "Berlinale Series"
- Mette Heeno, sceneggiatrice (Danimarca)[6]
- André Holland, attore (Stati Uniti)
- Danna Stern, produttrice (Israele)

### Giurie "Generation"

#### Kinderjury/Jugendjury
Gli Orsi di cristallo sono stati assegnati da due giurie nazionali, la Kinderjury per la sezione "Kplus" e la Jugendjury per la sezione "14plus", composte rispettivamente da undici membri di 11-14 anni e sette membri di 14-18 anni selezionati dalla direzione del festival attraverso questionari inviati l'anno precedente.

#### Giurie internazionali
Nelle sezioni "Kplus" e  "14plus", il Grand Prix e lo Special Prize sono stati assegnati da due giurie internazionali composte, rispettivamente, da Gudrun Sommer (Germania), direttrice del festival DOXS RUHR, il regista e sceneggiatore Marco Alessi (Regno Unito) e la documentarista Venice Atienza (Filippine), e dalla regista, sceneggiatrice e montatrice Kateryna Gornostai (Ucraina), il direttore della fotografia Fion Mutert (Germania) e la regista Juanita Onzaga (Colombia).

## Selezione ufficiale

### In concorso
- 20.000 especies de abejas, regia di Estibaliz Urresola Solaguren (Spagna)
- Art College 1994, regia di Jian Liu (Cina)
- Mal Viver, regia di João Canijo (Portogallo, Francia)
- Bis ans Ende der Nacht, regia di Christoph Hochhäusler (Germania)
- BlackBerry, regia di Matt Johnson (Canada)
- Il cielo brucia (Roter Himmel), regia di Christian Petzold (Germania)
- Disco Boy, regia di Giacomo Abbruzzese (Francia, Italia, Belgio, Polonia)
- Le Grand Chariot, regia di Philippe Garrel (Francia, Svizzera)
- Ingeborg Bachmann - Journey Into the Desert (Ingeborg Bachmann - Reise in die Wüste), regia di Margarethe von Trotta (Svizzera, Austria, Germania, Lussemburgo)
- Limbo, regia di Ivan Sen (Australia)
- Manodrome, regia di John Trengove (Regno Unito, Stati Uniti)
- Musik, regia di Angela Schanelec (Germania, Francia, Serbia)
- Sull'Adamant - Dove l'impossibile diventa possibile (Sur l'Adamant), regia di Nicolas Philibert (Francia, Giappone)
- Past Lives, regia di Celine Song (Stati Uniti)
- The Shadowless Tower (Ba ta zhi guang), regia di Zhang Lu (Cina)
- Someday We'll Tell Each Other Everything, regia di Emily Atef (Germania)
- The Survival of Kindness (The Mountain), regia di Rolf de Heer (Australia)
- Suzume, regia di Makoto Shinkai (Giappone)
- Tótem - Il mio sole (Tòtem), regia di Lila Avilés (Messico, Danimarca, Francia)

### Berlinale Special
- 100 Years of Disney Animation - A Shorts Celebration, di registi vari (Stati Uniti)
- Agnus Dei (Les innocentes), regia di Anne Fontaine (Francia, Polonia)
- Love to Love You, Donna Summer, regia di  Brooklyn Sudano e Roger Ross Williams (Stati Uniti)
- Infinity Pool, regia di Brandon Cronenberg (Canada)
- Kill Bok-soon, regia di Byun Sung-hyun (Corea del Sud)
- Laggiù qualcuno mi ama, regia di Mario Martone (Italia)
- Loriots große Trickfilmrevue, regia di Peter Geyer (Germania)
- #Manhole, regia di Kazuyoshi Kumakiri (Giappone)
- Ming On, regia di Pou-Soi Cheang (Hong Kong, Cina)
- Talk to Me, regia di Danny e Michael Philippou (Australia)
- Der vermessene Mensch, regia di Lars Kraume (Germania)

#### Berlinale Special Gala
- Boom! Boom! The World vs. Boris Becker, regia di Alex Gibney (Regno Unito, Stati Uniti)
- Golda, regia di Guy Nattiv (Regno Unito)
- Kiss the Future, regia di Nenad Cicin-Sain (Stati Uniti, Irlanda)
- Seneca (Seneca – Oder: Über die Geburt von Erdbeben), regia di Robert Schwentke (Germania, Marocco)
- She Came to Me, regia di Rebecca Miller (Stati Uniti)
- Sonne und Beton, regia di David Wnendt (Germania)
- Superpower, regia di Sean Penn e Aaron Kaufman (Stati Uniti)
- Tár, regia di Todd Field (Stati Uniti)
- L'ultima notte di Amore, regia di Andrea Di Stefano (Italia)

### Berlinale Series
- Agent, regia di Nikolaj Lie Kaas (Danimarca)[7]
- Arkitekten, regia di Kerren Lumer-Klabbers (Norvegia)[8]
- Bad Behaviour, regia di Corrie Chen (Australia)[7]
- Dahaad, regia di Reema Kagti e Ruchika Oberoi (India)[7]
- The Good Mothers, regia di Julian Jarrold e Elisa Amoruso (Regno Unito, Italia)[7]
- Spy/Master, regia di Christopher Smith (Romania, Germania)[7]
- Why Try to Change Me Now, regia di Dalei Zhang (Cina)[7]

#### Fuori concorso
- Der Schwarm, regia di Barbara Eder, Luke Watson e Philipp Stölzl (Germania, Belgio)[9]

### Encounters
- Absence (Xue yun), regia di Wu Lang (Cina)
- The Adults, regia di Dustin Guy Defa (Stati Uniti)
- The Cage is Looking for a Bird, regia di Malika Musaeva (Francia, Russia)
- Eastern Front, regia di Vitaly Mansky e Yevhen Titarenko (Lettonia, Repubblica Ceca, Ucraina)
- El eco, regia di Tatiana Huezo (Messico, Germania)
- Here, regia di Bas Devos (Belgio)
- Family Time, regia di Tia Kouvo (Finlandia, Svezia)
- In the Blind Spot, regia di Ayşe Polat (Germania)
- In Water, regia di Hong Sang-soo (Corea del Sud)
- The Klezmer Project, regia di Leandro Koch e Paloma Schachmann (Austria, Argentina)
- Viver Mal, regia di Joao Canijo (Portogallo, Francia)
- My Worst Enemy, regia di Mehran Tamadon (Francia, Svizzera)
- Orlando, ma biographie politique, regia di Paul B. Preciado (Francia)
- Samsara, regia di Lois Patiño (Spagna)
- Le mura di Bergamo, regia di Stefano Savona (Italia)
- White Plastic Sky, regia di Tibor Bánóczki e Sarolta Szabó (Ungheria, Slovacchia)

### Cortometraggi
- 8, regia di Anaïs-Tohé Commaret (Francia)
- All Tomorrow's Parties (Wo de peng you), regia di Zhang Dalei (Cina)
- Back, regia di Yazan Rabee (Paesi Bassi)
- Les chenilles, regia di Michelle e Noel Keserwany (Francia)
- Daughter and Son (Qin mi), regia di Cheng Yu (Cina)
- Daydreaming So Vividly About Our Spanish Holidays (La herida luminosa), regia di Christian Avilés (Spagna)
- Dipped in Black (Marungka Tjalatjunu (Dipped in Black)), regia di Matthew Thorne e Derik Lynch (Australia)
- Eeva, regia di Morten Tšinakov e Lucija Mrzljak (Estonia, Croazia)
- From Fish to Moon, regia di Kevin Contento (Stati Uniti)
- Happy Doom, regia di Billy Roisz (Austria)
- It's a Date, regia di Nadia Parfan (Ucraina)
- Jill, Uncredited, regia di Anthony Ing (Regno Unito, Canada)
- A Kind of Testament, regia di Stephen Vuillemin (Francia)
- As miçangas, regia di Rafaela Camelo e Emanuel Lavor (Brasile)
- Mwanamke Makueni, regia di Daria Belova e Valeri Aluskina (Germania)
- Nuits blanches, regia di Donatienne Berthereau (Francia)
- Ours, regia di Morgane Frund (Svizzera)
- Terra Mater - Mother Land, regia di Kantarama Gahigiri (Ruanda, Svizzera)
- The Veiled City, regia di Natalie Cubides-Brady (Regno Unito)
- The Waiting, regia di Volker Schlecht (Germania)

### Panorama
- After, regia di Anthony Lapia (Francia)
- All the Colours of the World are Between Black and White, regia di Babatunde Apalowo (Nigeria)
- Al Murhaqoon, regia di Amr Gamal (Yemen, Sudan, Arabia Saudita)
- The Beast in the Jungle (La bête dans la jungle), regia di Patric Chiha (Francia, Belgio, Austria)
- El castillo, regia di Martín Benchimol (Argentina, Francia)
- Do You Love Me?, regia di Tonia Noyabrova (Ucraina, Svezia)
- Drifter, regia di Hannes Hirsch (Germania)
- Femme, regia di Sam H. Freeman e Ng Choon Ping (Regno Unito)
- Ghaath (Ambush), regia di Chhatrapal Ninawe (India)
- Green Night, regia di Han Shuai (Hong Kong, Cina)
- Hello Dankness, regia di Soda Jerk (Australia)
- Heroic, regia di David Zonana (Messico, Svezia)
- Inside, regia di Vasilis Katsoupis (Grecia, Germania, Belgio)
- Das Lehrerzimmer, regia di İlker Çatak (Germania)
- Matria, regia di Álvaro Gago (Spagna)
- Opponent (Motståndaren), regia di Milad Alami (Svezia)
- Passages, regia di Ira Sachs (Francia)
- Perpetrator, regia di Jennifer Reeder (Stati Uniti)
- Property (Propriedade), regia di Daniel Bandeira (Brasile)
- Reality, regia di Tina Satter (Stati Uniti)
- Sages-femmes, regia di Léa Fehner (Francia)
- Silver Haze, regia di Sacha Polak (Paesi Bassi, Regno Unito)
- Sira, regia di Apolline Traoré (Burkina Faso, Francia, Germania, Senegal)
- La Sirène, regia di Sepideh Farsi (Francia, Germania, Lussemburgo, Belgio)
- Sisi & I (Sisi & Ich), regia di Frauke Finsterwalder (Germania, Svizzera, Austria)
- Stille Liv, regia di Malene Choi (Danimarca)

#### Panorama Dokumente
- And, Towards Happy Alleys, regia di Sreemoyee Singh (India)
- Au cimetière de la pellicule, regia di Thierno Souleymane Diallo (Francia, Senegal, Guinea, Arabia Saudita)
- The Eternal Memory, regia di Maite Alberdi (Cile)
- Iron Butterflies, regia di Roman Liubyi (Ucraina, Germania)
- Joan Baez I Am A Noise, regia di Karen O'Connor, Miri Navasky e Maeve O'Boyle (Stati Uniti)
- Kokomo City, regia di D. Smith (Stati Uniti)
- Stams, regia di Bernhard Braunstein (Austria)
- Transfariana, regia di Joris Lachaise (Francia, Colombia)
- Under the Sky of Damascus, regia di Heba Khaled, Talal Derki e Ali Wajeeh (Danimarca, Germania, Stati Uniti, Siria)

### Forum

#### Programma principale
- Allensworth, regia di James Benning (Stati Uniti)
- Anqa, regia di Helin Çelik (Austria, Spagna)
- Arturo a los treinta, regia di Martin Shanly (Argentina)
- Being in a Place - A Portrait of Margaret Tait, regia di Luke Fowler (Regno Unito)
- The Bride, regia di Myriam U. Birara (Ruanda)
- Cidade Rabat, regia di Susana Nobre (Portogallo, Francia)
- Concrete Valley, regia di Antoine Bourges (Canada)
- Dearest Fiona, regia di Fiona Tan (Paesi Bassi)
- De Facto, regia di Selma Doborac (Austria, Germania)
- O estranho, regia di Flora Dias e Juruna Mallon (Brasile, Francia)
- Le Gang des Bois du Temple, regia di Rabah Ameur-Zaïmeche (Francia)
- Gehen und Bleiben, regia di Volker Koepp (Germania)
- Horse Opera, regia di Moyra Davey (Stati Uniti)
- Între revoluții, regia di Vlad Petri (Romania, Croazia, Qatar, Iran)
- Ishi ga aru, regia di Tatsunari Ota (Giappone)
- Jaii keh khoda nist, regia di Mehran Tamadon (Francia, Svizzera)
- El juicio, regia di Ulises de la Orden (Argentina, Italia, Francia, Norvegia)
- Llamadas desde Moscú, regia di Luís Alejandro Yero (Cuba, Germania, Norvegia)
- Mammalia, regia di Sebastian Mihăilescu (Romania, Polonia, Germania)
- Notre corps, regia di Claire Simon (Francia)
- Or de vie, regia di Boubacar Sangaré (Burkina Faso, Benin, Francia)
- Poznámky z Eremocénu, regia di Viera Čákanyová (Slovacchia, Repubblica Ceca)
- El rostro de la medusa, regia di Melisa Liebenthal (Argentina)
- Subete no Yoru wo Omoidasu, regia di Yui Kiyohara (Giappone)
- This Is the End, regia di Vincent Dieutre (Francia)
- Unutma Biçimleri, regia di Burak Çevik (Turchia)
- Uriwa sanggwaneopsi, regia di Yoo Heong-jun (Corea del Sud)
- W Ukrainie, regia di Tomasz Wolski e Piotr Pawlus (Polonia)

#### Forum Special
- I Heard It through the Grapevine, regia di Dick Fontaine (Stati Uniti)
- A Rainha Diaba, regia di Antonio Carlos da Fontoura (Brasile)

#### Forum Special Fiktionsbescheinigung
- Aufenthaltserlaubnis, regia di Antonio Skármeta (Germania Ovest)
- Ein Herbst im Ländchen Bärwalde, regia di Gautam Bora (Germania Est)
- Der Kampf um den heiligen Baum, regia di Wanjiru Kinyanjui (Germania)
- Kara Kafa, regia di Korhan Yurtsever (Turchia)
- A Lover & Killer of Colour, regia di Wanjiru Kinyanjui (Germania Ovest)
- Man sa yay, regia di Safi Faye (Germania Ovest, Senegal)
- Mein Vater, der Gastarbeiter, regia di Yüksel Yavuz (Germania)
- Onun Haricinde, İyiyim, regia di Eren Aksu (Germania, Turchia)
- Ordnung, regia di Sohrab Shahid Saless (Germania Ovest)
- Oyoyo, regia di Chetna Vora (Germania Est)

### Forum Expanded
- A árvore, regia di Ana Vaz (Spagna, Brasile)
- AI: African Intelligence, regia di Manthia Diawara (Portogallo, Senegal, Belgio)
- Black Strangers, regia di Dan Guthrie (Regno Unito)
- Conspiracy, regia di Simone Leigh e Madeleine Hunt-Ehrlich (Stati Uniti)
- Desert Dreaming, regia di Abdul Halik Azeez (Sri Lanka)
- The early rain which washes away the chaff before spring rains, regia di Heiko-Thandeka Ncube (Germania)
- Es gibt keine Angst, regia di Anna Zett (Germania)
- Exhibition, regia di Mary Helena Clark (Stati Uniti)
- Home Invasion, regia di Graeme Arnfield (Regno Unito)
- If You Don’t Watch the Way You Move, regia di Kevin Jerome Everson (Stati Uniti)
- Last Things, regia di Deborah Stratman (Francia, Stati Uniti, Portogallo)
- Mangosteen, regia di Tulapop Saenjaroen (Thailandia)
- The Man Who Envied Women, regia di Yvonne Rainer (Stati Uniti)
- No Stranger at All, regia di Priya Sen (India)
- Sahnehaye Estekhraj, regia di Sanaz Sohrabi (Canada)
- Simia: Stratagem for Undestining, regia di Assem Hendawi (Egitto)
- That Day, on the River, regia di Lei Lei (Cina)
- The Time That Separates Us, regia di Parastoo Anoushahpour (Canada)
- Trip After, regia di Ukrit Sa-nguanhai (Nuova Zelanda, Thailandia)
- Zwischenwelt, regia di Cana Bilir-Meier (Germania)

### Generation

#### Generation Kplus
- L'Amour du monde, regia di Jenna Hasse (Svizzera)
- Cenerentola (Cinderella), regia di Wilfred Jackson, Hamilton Luske e Clyde Geronimi (Stati Uniti)
- Dancing Queen, regia di Aurora Gossé (Norvegia)
- Deep Sea, regia di Tian Xiao Peng (Cina)
- Desperté con un sueño, regia di Pablo Solarz (Argentina, Ururguay)
- Just super (Helt super), regia di Rasmus A. Sivertsen (Norvegia)
- Kiddo, regia di Zara Dwinger (Paesi Bassi)
- Mary e lo spirito di mezzanotte (A Greyhound of a Girl), regia di Enzo d'Alò (Lussemburgo, Italia, Irlanda, Regno Unito, Estonia, Lettonia, Germania)
- Mimi, regia di Mira Fornay (Slovacchia)
- Le proprietà dei metalli, regia di Antonio Bigini (Italia)
- Sea Sparkle (Zeevonk), regia di Domien Huyghe (Belgio, Paesi Bassi)
- Sweet As, regia di Jub Clerc (Australia)

##### Cortometraggi
- Aaaah!, regia di Osman Cerfon (Francia)
- Closing Dynasty, regia di Lloyd Lee Choi (Stati Uniti)
- Deniska umřela, regia di Philippe Kastner (Repubblica Ceca)
- De songes au songe d'un autre miroir, regia di Yunyi Zhu (Francia)
- Entre deux soeurs, regia di Anne-Sophie Gousset e Clément Céard (Francia)
- Gaby les collines, regia di Zoé Pelchat (Canada)
- Gösta Petter-land, regia di Christer Wahlberg (Svezia)
- Magma, regia di Luca Meisters (Paesi Bassi)
- Nanitic, regia di Carol Nguyen (Canada)
- Somni, regia di Sonja Rohleder (Germania)
- Spin & Ella, regia di An Vrombaut (Belgio)
- Sværddrage, regia di Amalie Maria Nielsen (Danimarca)
- Timis, regia di Awa Moctar Gueye (Senegal)
- Tümpel, regia di Lena von Döhren e Eva Rust (Svizzera)
- Waking Up in Silence, regia di Mila Zhluktenko e Daniel Asadi Faezi (Germania, Ucraina)
- Xiaohui and His Cows, regia di Xinying Lao (Cina)

#### Generation 14plus
- Adolfo, regia di Sofía Auza (Stati Uniti, Messico)
- Almamula, regia di Juan Sebastian Torales (Francia, Argentina, Italia)
- Aatmapamphlet, regia di Ashish Bende (India)
- The Delegation, regia di Asaf Saban (Polonia, Israele, Germania)
- Dream's Gate, regia di Negin Ahmadi (Iran, Norvegia, Francia)
- Fantastic Machine, regia di Axel Danielson e Maximilien Van Aertryck (Danimarca)
- Hummingbirds, regia di Silvia Del Carmen Castaños e Estefanía "Beba" Contreras (Stati Uniti)
- Le Paradis, regia di Zeno Graton (Belgio, Francia)
- Mutt, regia di Vuk Lungulov-Klotz (Stati Uniti)
- Ramona, regia di Victoria Linares Villegas (Repubblica Dominicana)
- Sica, regia di Carla Subirana (Spagna)
- Szemem sarka, regia di Domonkos Erhardt (Ungheria)
- Tomorrow Is a Long Time, regia di Jow Zhi Wei (Singapore, Taiwan, Francia, Portogallo)
- We Will Not Fade Away (Expedition 49), regia di Alisa Kovalenko (Ucraina, Francia, Polonia)
- When Will It Be Again Like It Never Was Before (Wann wird es endlich wieder so, wie es nie war), regia di Sonja Heiss (Germania)

##### Cortometraggi
- Antes de Madrid, regia di Ilén Juambeltz e Nicolás Botana (Uruguay)
- Crushed, regia di Ella Rocca (Svizzera)
- Hito, regia di Stephen Lopez (Filippine)
- Incroci, regia di Francesca de Fusco (Stati Uniti, Italia)
- Infantaria, regia di Laís Santos Araújo (Brasile)
- Madden, regia di Malin Ingrid Johansson (Svezia)
- Ma mère et moi, regia di Emma Branderhorst (Paesi Bassi)
- Man khod, man ham miraghsam, regia di Mohammad Valizadegan (Iran, Germania, Repubblica Ceca)
- Mirror Mirror, regia di Sandulela Asanda (Sudafrica)
- Mise à nu, regia di Lea Marie Lembke e Simon Maria Kubiena (Germania, Austria, Francia)
- Simo, regia di Aziz Zoromba (Canada)
- Tomorrow Is a Long Time, regia di Jow Zhi Wei (Singapore, Taiwan, Francia, Portogallo)
- When A Rocket Sits on the Launchpad, regia di Bohao Liu (Cina, Stati Uniti)
- To Write from Memory, regia di Emory Chao Johnson (Stati Uniti)
- Yi Shi Yi Ke, regia di Hao Zhao (Cina)

### Perspektive Deutsches Kino
- Ararat, regia di Engin Kundağ (Germania)
- Ash Wednesday, regia di Bárbara Santos e João Pedro Prado (Germania)
- Bones and Names (Knochen und Namen), regia di Fabian Stumm (Germania)
- Elaha, regia di Milena Aboyan (Germania)
- The Kidnapping of the Bride, regia di Sophia Mocorrea (Germania)
- Langer Langer Kuss, regia di Lukas Röder (Germania)
- Nomades du nucléaire, regia di Kilian Armando Friedrich e Tizian Stromp Zargari (Germania)
- On Mothers and Daughters (Geranien), regia di Tanja Egen (Germania)
- Sieben Winter in Teheran, regia di Steffi Niederzoll (Germania, Francia)
- Vergiss Meyn Nicht, regia di Fabiana Fragale, Kilian Kuhlendahl e Jens Mühlhoff (Germania)

#### Perspektive Match
- Aspettando il re (A Hologram for the King), regia di Tom Tykwer (Germania)
- Dora or The Sexual Neuroses of Our Parents (Dora oder Die sexuellen Neurosen unserer Eltern), regia di Stina Werenfels (Germania, Svizzera)
- Requiem, regia di Hans-Christian Schmid (Germania)
- Tehran Taboo (Teheran Tabu), regia di Ali Soozandeh (Germania, Austria)

#### Proiezioni speciali
- Jakob il bugiardo (Jakob, der Lügner), regia di Frank Beyer (Germania Est)
- Kash Kash - Without Feathers We Can't Live (Kash Kash), regia di Lea Najjar (Germania)

### Retrospettiva
- Ai nostri amori (À nos amours), regia di Maurice Pialat (Francia)
- Amiche per sempre (Now and Then), regia di Lesli Linka Glatter (Stati Uniti)
- Aparajito, regia di Satyajit Ray (India)
- Bag of Rice (Kiseye Berendj), regia di Mohammad-Ali Talebi (Iran, Giappone)
- Dov'è la casa del mio amico? (hane-ye doust kojast?), regia di Abbas Kiarostami (Iran)
- L'enigma di Kaspar Hauser (Jeder für sich und Gott gegen alle), regia di Werner Herzog (Germania Ovest)
- Furore e grida (De bruit et de fureur), regia di Jean-Claude Brisseau (Francia)
- Il giardino delle vergini suicide (The Virgin Suicides), regia di Sofia Coppola (Stati Uniti)
- Gioventù bruciata (Rebel Without a Cause), regia di Nicholas Ray (Stati Uniti)
- Gražuolė, regia di Arūnas Žebriūnas (Unione Sovietica)
- Manila - Negli artigli della luce (Manynila, sa mga Kuko ng Liwanag), regia di Lino Brocka (Filippine)
- Le margheritine (Sedmikrásky), regia di Věra Chytilová (Cecoslovacchia)
- Not a Pretty Picture, regia di Martha Coolidge (Stati Uniti)
- Le nozze di Muriel (Muriel's Wedding), regia di P. J. Hogan (Australia, Francia)
- Una pazza giornata di vacanza (Ferris Bueller's Day Off), regia di John Hughes (Stati Uniti)
- Il piccolo fuggitivo (Little Fugitive), regia di Ray Ashley, Morris Engel e Ruth Orkin (Stati Uniti)
- Prima della rivoluzione, regia di Bernardo Bertolucci (Italia)
- Racconto crudele della giovinezza (Seishun zankoku monogatari), regia di Nagisa Ōshima (Giappone)
- Ricomincio da capo (Groundhog Day), regia di Harold Ramis (Stati Uniti)
- Rusty il selvaggio (Rumble Fish), regia di Francis Ford Coppola (Stati Uniti)
- Senza tetto né legge (Sans toit ni loi), regia di Agnès Varda (Francia)
- Lo spirito dell'alveare (El espíritu de la colmena), regia di Victor Erice (Spagna)
- Splendore nell'erba (Splendor in the Grass), regia di Elia Kazan (Stati Uniti)
- Touki Bouki, regia di Djibril Diop Mambéty (Senegal)
- Tre colori - Film blu (Trois couleurs: Bleu), regia di Krzysztof Kieślowski (Francia, Polonia, Svizzera)
- Typhoon Club (Taifū kurabu), regia di Shinji Sōmai (Giappone)
- L'ultimo spettacolo (The Last Picture Show), regia di Peter Bogdanovich (Stati Uniti)
- Via delle capanne negre (Rue Cases Nègres), regia di Euzhan Palcy (Francia)

#### Berlinale Classics
- La donna di Parigi (A Woman of Paris), regia di Charlie Chaplin (Stati Uniti)
- Indovina chi viene a cena? (Guess Who's Coming to Dinner), regia di Stanley Kramer (Stati Uniti)
- Mapantsula, regia di Oliver Schmitz (Sudafrica, Australia, Regno Unito)
- Il pasto nudo (Naked Lunch), regia di David Cronenberg (Regno Unito, Canada)
- River of the Night (Yoru no kawa), regia di Kōzaburō Yoshimura (Giappone)
- Romeo und Julia auf dem Dorfe, regia di Valerien Schmidely e Hans Trommer (Svizzera)
- Sogni d'oro, regia di Nanni Moretti (Italia)
- Twilight (Szürkület), regia di György Fehér (Ungheria)

#### Homage
- Duel, regia di Steven Spielberg (Stati Uniti)
- E.T. l'extra-terrestre (E.T. the Extra-Terrestrial), regia di Steven Spielberg (Stati Uniti)
- The Fabelmans, regia di Steven Spielberg (Stati Uniti)
- Munich, regia di Steven Spielberg (Stati Uniti, Canada, Francia)
- Il ponte delle spie (Bridge of Spies), regia di Steven Spielberg (Stati Uniti, Germania)
- I predatori dell'arca perduta (Raiders of the Lost Ark), regia di Steven Spielberg (Stati Uniti)
- Schindler's List - La lista di Schindler (Schindler's List), regia di Steven Spielberg (Stati Uniti)
- Lo squalo (Jaws), regia di Steven Spielberg (Stati Uniti)

## Premi

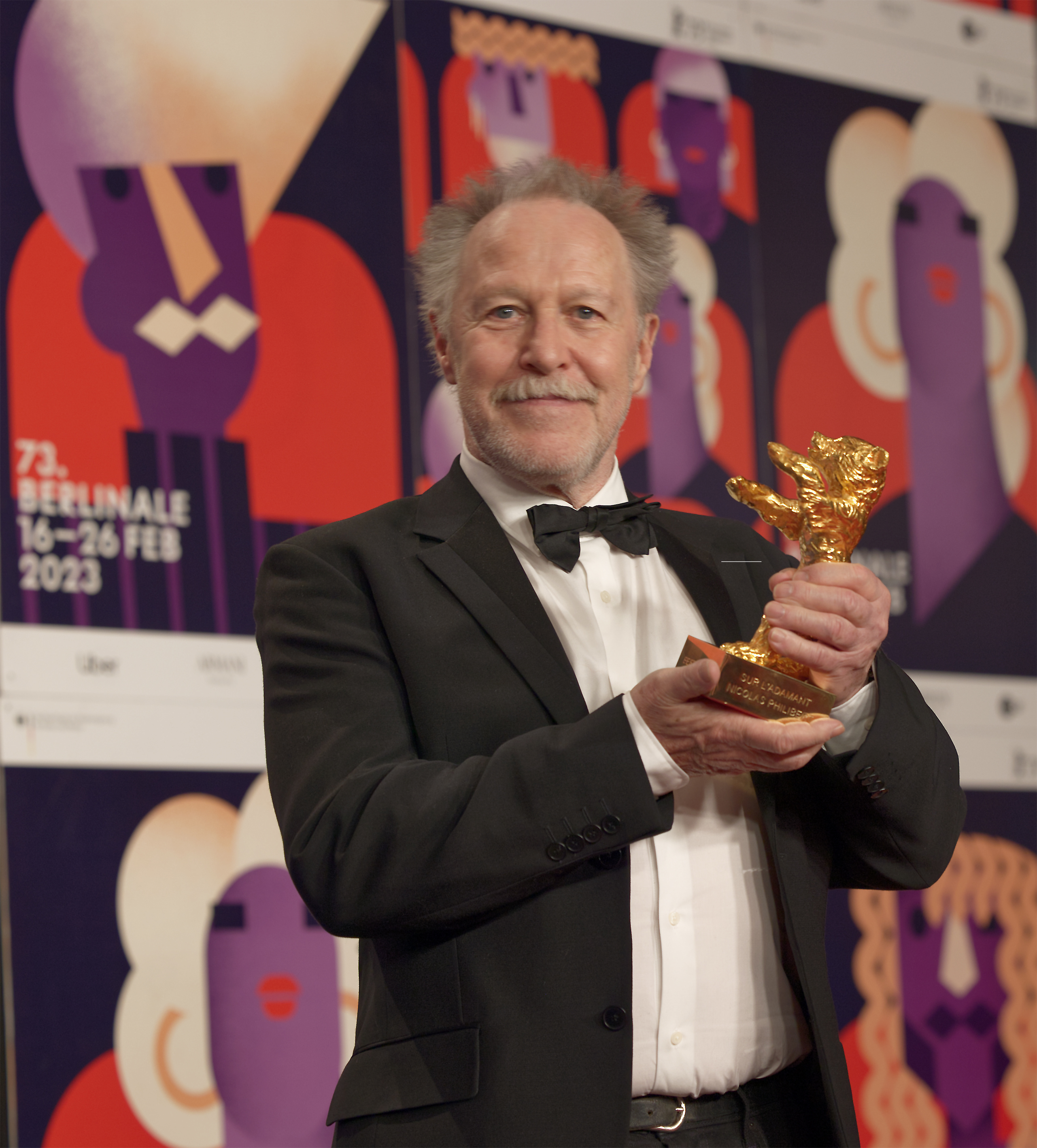
Nicolas Philibert, vincitore dell'Orso d'oro per Sull'Adamant - Dove l'impossibile diventa possibile

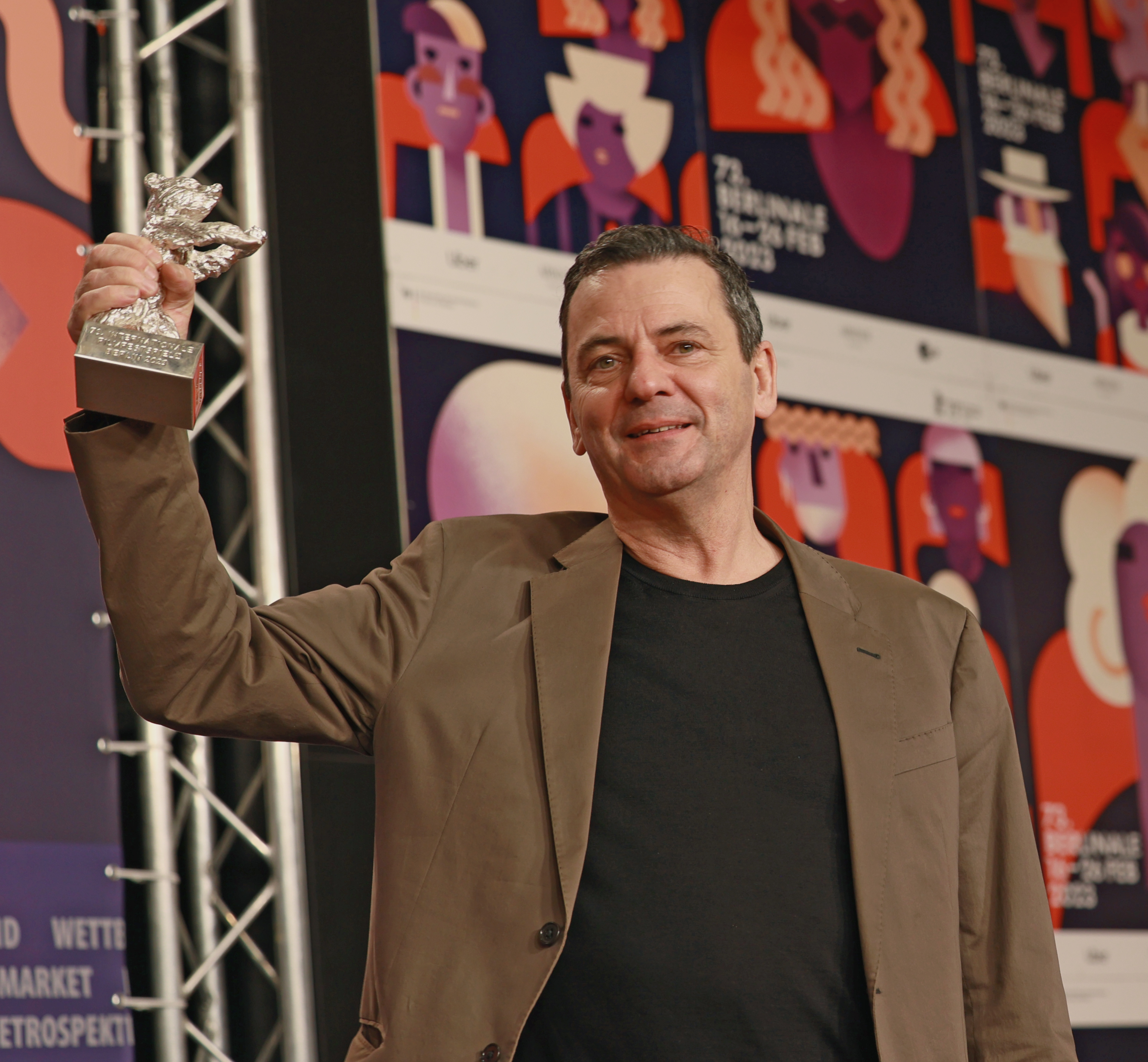
Christian Petzold, vincitore del gran premio della giuria per Il cielo brucia

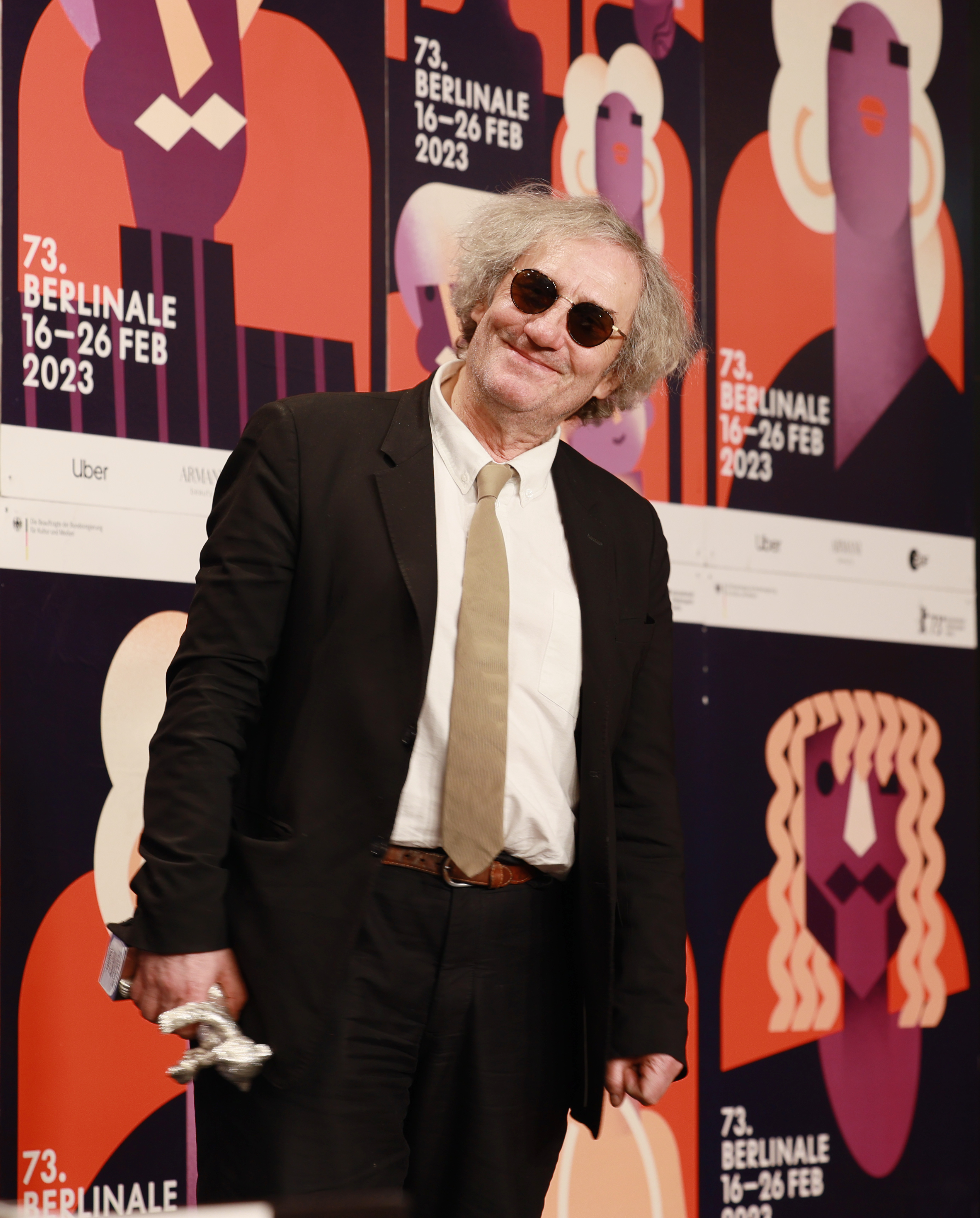
Philippe Garrel, miglior regista per Le Grand Chariot

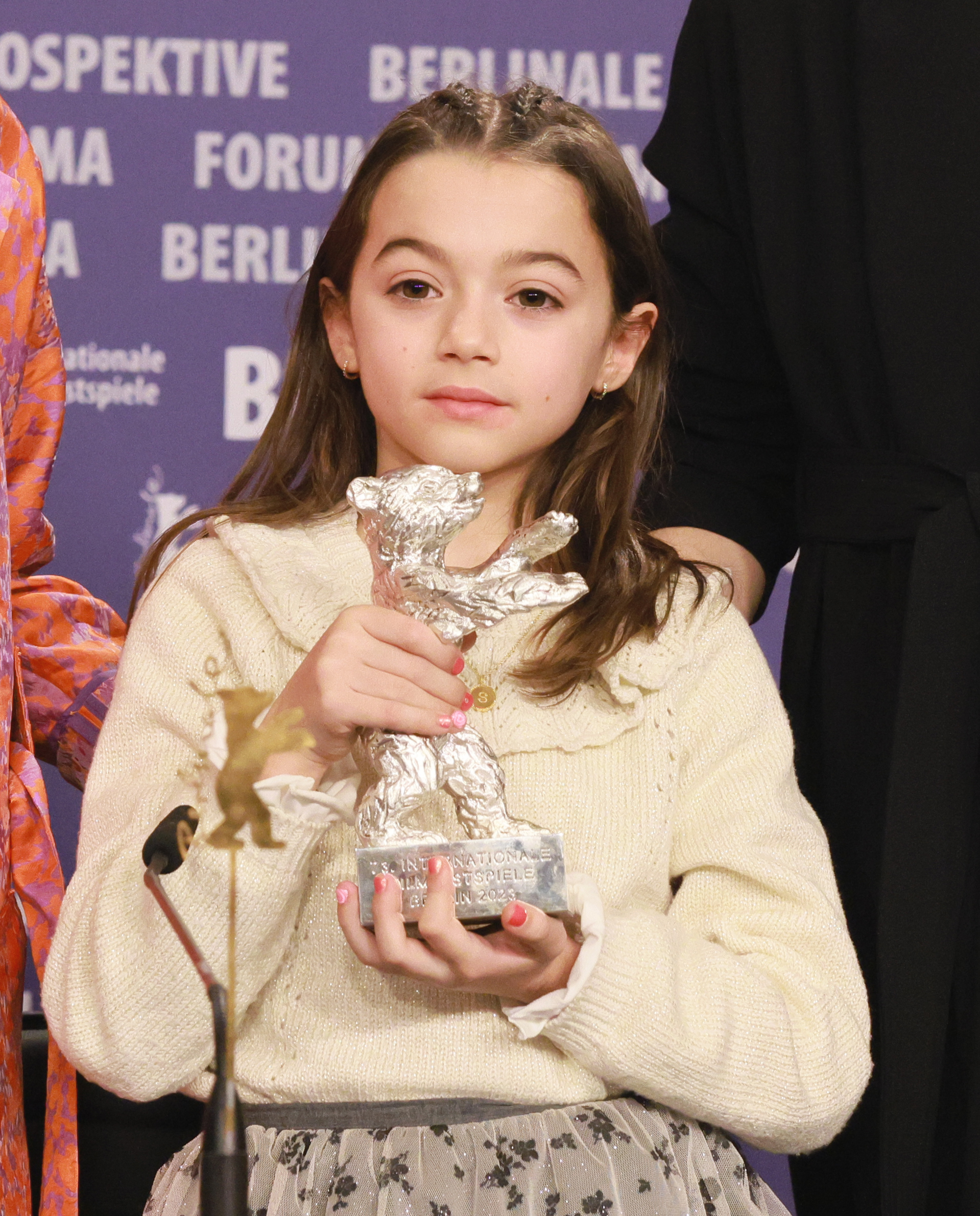
Sofía Otero, miglior interpretazione da protagonista per 20.000 especies de abejas

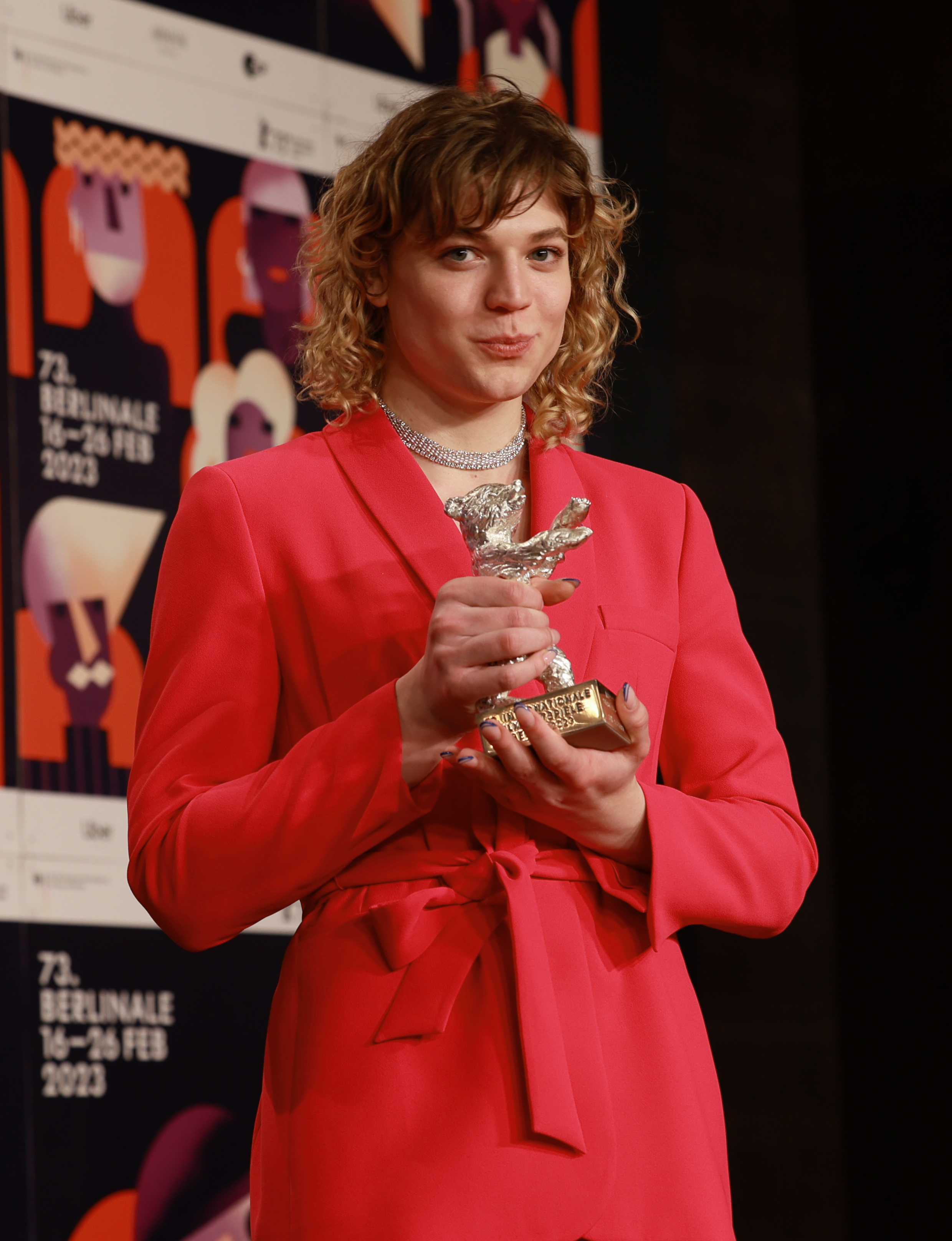
Thea Ehre, miglior interpretazione da non protagonista per Bis zum Ende der Nacht

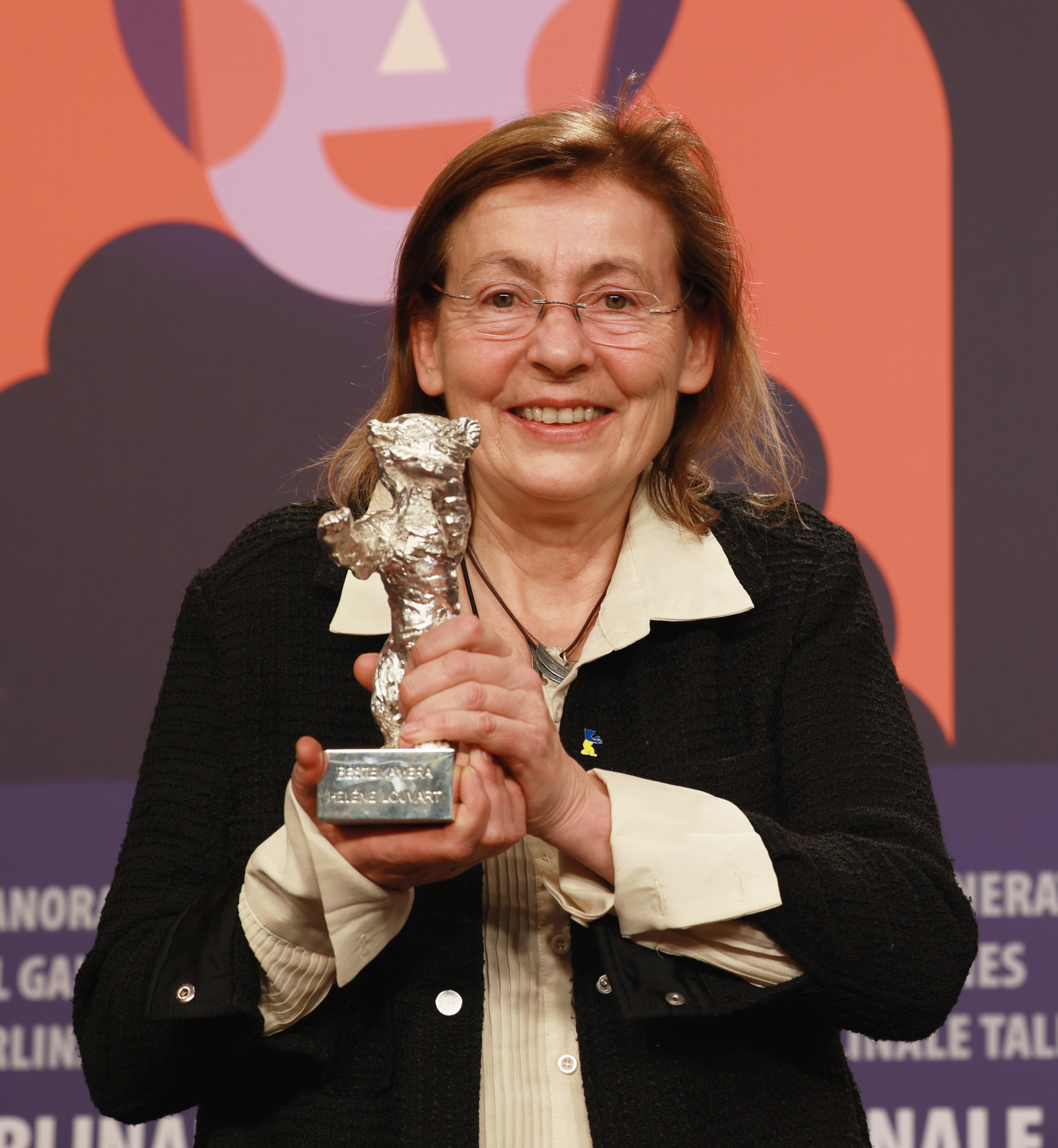
Hélène Louvart con l'Orso d'argento per la fotografia di Disco Boy

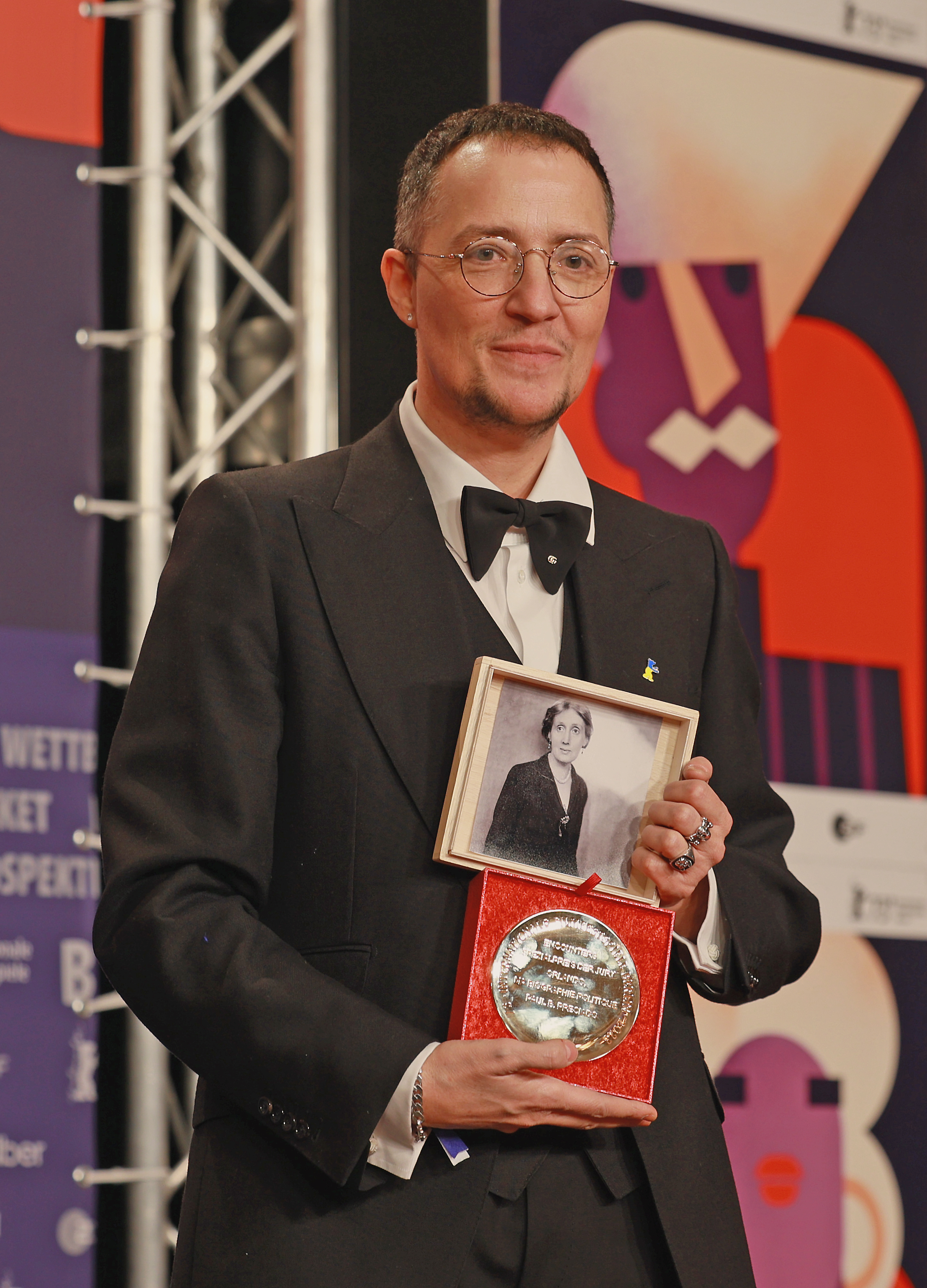
Paul B. Preciado, vincitore di quattro riconoscimenti per Orlando, My Political Biography

### Premi della giuria internazionale
- Orso d'oro: Sull'Adamant - Dove l'impossibile diventa possibile di Nicolas Philibert
- Orso d'argento, gran premio della giuria: Il cielo brucia di Christian Petzold
- Orso d'argento, premio della giuria: Mal Viver di João Canijo
- Orso d'argento per il miglior regista: Philippe Garrel per Le Grand Chariot
- Orso d'argento per la miglior interpretazione da protagonista: Sofía Otero, per 20.000 especies de abejas di Estibaliz Urresola Solaguren
- Orso d'argento per la miglior interpretazione da non protagonista: Thea Ehre, per Bis ans Ende der Nacht di Christoph Hochhäusler
- Orso d'argento per la migliore sceneggiatura: Angela Schanelec per Musik
- Orso d'argento per il miglior contributo artistico: Hélène Louvart, per la fotografia di Disco Boy di Giacomo Abbruzzese

### Premi onorari
- Orso d'oro alla carriera: Steven Spielberg
- Berlinale Kamera: Caroline Champetier

### Premi della giuria "Encounters"
- Miglior film: Here di Bas Devos
- Premio speciale della giuria: ex aequo Orlando, ma biographie politique di Paul B. Preciado e Samsara di Lois Patiño
- Miglior regista: Tatiana Huezo per El eco

### Premi della giuria "Opera prima"
- Migliore opera prima: The Klezmer Project di Leandro Koch e Paloma Schachmann
- Menzione speciale: The Bride di Myriam U. Birara

### Premi della giuria "Documentari"
- Miglior documentario: The Echo di Tatiana Huezo
- Menzione speciale: Orlando, My Political Biography di Paul B. Preciado

### Premi della giuria "Cortometraggi"
- Orso d'oro per il miglior cortometraggio: Les chenilles di Michelle e Noel Keserwany
- Orso d'argento, premio della giuria: Dipped in Black di Matthew Thorne e Derik Lynch
- Menzione speciale: It's a Date di Nadia Parfan
- Cortometraggio candidato agli European Film Awards: Les chenilles di Michelle Keserwany e Noel Keserwany

### Premi della giuria "Berlinale Series"
- Premio per la migliore serie: The Good Mothers di Julian Jarrold e Elisa Amoruso

### Premi delle giurie "Generation"
Children's Jury Generation Kplus
- Orso di cristallo per il miglior film: Sweet As di Jub Clerc
  - Menzione speciale: Sea Sparkle di Domien Huyghe
- Orso di cristallo per il miglior cortometraggio: Closing Dynasty di Lloyd Lee Choi
  - Menzione speciale: Deniska umřela di Philippe Kastner

International Jury Generation Kplus
- Grand Prix per il miglior film: Mimi di Mira Fornay
  - Menzione speciale: L'Amour du monde di Jenna Hasse
- Special Prize per il miglior cortometraggio: Waking Up in Silence di Mila Zhluktenko e Daniel Asadi Faezi
  - Menzione speciale: Xiaohui and His Cows di Xinying Lao

Youth Jury Generation 14plus
- Orso di cristallo per il miglior film: Adolfo di Sofía Auza
  - Menzione speciale: Fantastic Machine di Axel Danielson e Maximilien Van Aertryck
- Orso di cristallo per il miglior cortometraggio: Man khod, man ham miraghsam di Mohammad Valizadegan
  - Menzione speciale: Szemem sarka di Domonkos Erhardt

International Jury Generation 14plus
- Grand Prix per il miglior film: Hummingbirds di Silvia Del Carmen Castaños e Estefanía "Beba" Contreras
  - Menzione speciale: Mutt di Vuk Lungulov-Klotz
- Special Prize per il miglior cortometraggio: Infantaria di Laís Santos Araújo
  - Menzione speciale: Incroci di Francesca de Fusco

### Premi delle giurie indipendenti
- Premio della giuria ecumenica:
  - Concorso: Totem - Il mio sole di Lila Avilés
  - Panorama: Sages-femmes di Léa Fehner
  - Forum: Jaii keh khoda nist di Mehran Tamadon
    - Menzione speciale: Sull'Adamant - Dove l'impossibile diventa possibile di Nicolas Philibert
- Premio FIPRESCI:
  - Concorso: The Survival of Kindness di Rolf de Heer
  - Encounters: Here di Bas Devos
  - Panorama: Stille Liv di Malene Choi
  - Forum: Între revoluții di Vlad Petri
- Guild Film Prize: 20.000 especies de abejas di Estibaliz Urresola Solaguren
- Premio CICAE Art Cinema:
  - Panorama: Das Lehrerzimmer di İlker Çatak
  - Forum: El rostro de la medusa di Melisa Liebenthal
- Label Europa Cinemas: Das Lehrerzimmer di İlker Çatak
- Teddy Award:
  - Miglior lungometraggio: All the Colours of the World are Between Black and White di Babatunde Apalowo
  - Miglior documentario: Orlando, My Political Biography di Paul B. Preciado
  - Miglior cortometraggio: Dipped in Black di Matthew Thorne e Derik Lynch
  - Premio della giuria: Vicky Knight per l'interpretazione in Silver Haze di Sacha Polak
  - Teddy Activist Award: Andriy Khalpakhchi e Bohdan Zhuk, per il loro sostegno al cinema a tema LGBTQ attraverso la creazione nel 2001 del Sunny Bunny Award nell'ambito del Molodist International Film Festival di Kiev.
- Premio Caligari: De Facto di Selma Doborac
- Peace Film Prize: Sieben Winter in Teheran di Steffi Niederzoll
- Amnesty International Film Prize: Al Murhaqoon di Amr Gamal
- Premio Heiner Carow: Fabian Stumm per la sceneggiatura di Bones and Names
- Compass-Perspektive-Award: Sieben Winter in Teheran, regia di Steffi Niederzoll
- Ag Kino Gilde 14plus: Fantastic Machine di Axel Danielson e Maximilien Van Aertryck

### Premi dei lettori e del pubblico
- Premio del pubblico (sez. Panorama):
  - Lungometraggio: Sira di Apolline Traoré
  - Documentario: Kokomo City di D. Smith
- Premio dei lettori del Berliner Mongerpost: 20.000 especies de abejas di Estibaliz Urresola Solaguren
- Premio dei lettori del Tagesspiegel: Orlando, My Political Biography di Paul B. Preciado